# 鹽埕三山國王廟
鹽埕三山國王廟，又稱鹽埕廟，是位於臺灣高雄市鹽埕區的一間三山國王廟，為鹽埕庄的信仰中心。
此廟與前金萬興宮、鹽埕埔壽山宮間有輪祀太陽公之習俗。

## 廟史
根據吳中杰教授考證，閩南裔鹽丁是來自南澳島，清朝時南澳島東部屬於福建漳州府詔安縣，西部屬於廣東潮州府澄海縣，證實廟宇為來自潮汕的福佬人所興建。
《高雄市志‧藝文篇》載：高雄市鹽埕區一帶，原為瀨南鹽場，清康熙末年（約1710年代）時由漳州府南靖縣人趙元、蔡媽為、黃孔三人率鹽丁二十人所開拓。
鹽埕廟石碑則記載：
三山國王廟建於1760年（清乾隆25年）間，先民自閩南渡台至打狗，見此地有漁、鹽之利可圖，即蓋建簡陋竹籬茅舍群居，並將崇信之三山國王迎移到此供奉
三山國王廟建於清高宗乾隆二十五年（1761年），光緒二十年盧德嘉彙纂的《鳳山縣采訪冊》，該書丁部規劃的祠廟欄裡有如下的記錄：
三山國王廟：一在鹽埕庄（大竹）、縣西十二里，屋五間，乾隆五十九年（公元1794年）蕭晉期募，光緒八年謝道重修
當時蕭晉朝募建的廟宇是屋五間已甚具規模，在此之前即有草廟的存在，到了清道光十四年（1834年），眾信徒倡議重建，經瀨南場甲頭眾晒議會，全部會員全力支持改建略有基礎之小廟，並由該瀨南眾晒議會贈與「三山國王」匾額一面。到清咸豐年間，治臺知府洪毓琛又贈獻「海上福星」匾額一面。
清光緒八年（1883年）經庄民謝道倡議重修，至日本明治三十九年（1906年）廟董林界（鹽埕區長林迦的父親）及蔣吉、洪羅、蔡眯、陳藝、胡知頭、黃亮、陳再興、蔡媽基等再提議重修。
日治時代末期，實施皇民化運動，大肆焚燬各地的廟宇神像，此廟為避免遭受厄運，暫時將三山國王神像奉遷迴避，而改祀觀世音菩薩，廟名也暫改為壽山寺。民國34年（1945年）日本投降，才迎回三山國王等諸神奉祀，並恢復正名。民國35年（1946年）倡議重修，一直到民國71年（1982年）1月才整修完畢，成為今日的規模。

## 祀神
- 正殿：三山國王（二王明山國王）、李府千歲、水仙尊王、天上聖母、註生娘娘、福德正神

- 佛祖壇：觀音菩薩、釋迦佛祖、彌勒菩薩

- 太歲壇：太歲星君

### 輪祀太陽公
此廟與高雄市前金萬興宮、鹽埕埔壽山宮間有輪祀太陽公之習俗。相傳舊時中國大陸漢族移民渡海而來、定居愛河兩岸，西岸居民以曬鹽賣鹽維生，該地遂稱鹽埕；東岸居民則以曬沙賣沙維生，該地遂稱「沙仔地」（位於今前金區內）。一日海邊飄來一棵巨大神木，兩岸居民討論後決定將神木雕為太陽公神像，由兩岸之信仰中心萬興宮及三山國王廟輪流奉祀，後來三山國王廟之池府千歲移出另建壽山宮，遂改為三廟輪奉，最初各奉祀四個月，後來改為以三廟尊神（清水祖師、李府千歲、池府千歲）之神誕劃分輪祀日期。此信仰亦被認為是明鄭遺民紀念崇禎皇帝之行為，初期取「慈祥愛民」之意尊稱為「太爺公」，後口誤成為太陽公。

## 圖輯

大清乾隆59年（公元1795年）匾額「咸濟羣生」
大清道光14年（公元1834年）匾額「三山國王」
大清咸豐年間匾額「海上福星」

## 外部連結
- 鹽埕三山國王廟的Facebook專頁